# Хунтайджі
Хунтайджі (монг. ᠬᠣᠨᠲᠠᠢᠢᠵᠢ; кит.: 皇太子), також контайша, контайчі — титул крупних феодалів у Монголії від XIV століття.

## Історія
Такий титул мали нащадки Чингісхана, які володіли територіальними доменами, наприклад Герсенз Джалаїр Хунтайджі, правитель Північної Халхи. Нащадки ж братів Чингісхана з територіальними доменами мали титул «ван», наприклад Унуболад-ван, нащадок Джочі Хасара.
В середині XVII століття один з правителів Джунгарського ханства, хоч і чингізид, також мав титул Батур-хунтайджі після того, як титул йому надав Далай-лама V.